# Tádzsikisztán világörökségi helyszínei
Tádzsikisztán területéről eddig négy helyszín került fel a világörökségi listára, tizenöt helyszín a javaslati listán várakozik a felvételre. 
| | Szarazm korai városiasodott területe |
| 2010 |                                      |
| Kulturális (II)(III) |                                      |
| Védett terület: 15,93 ha, puffer zóna: 141,9 ha, hivatkozás: 1141 |                                      |
| Az ország északi részén, nem messze Üzbegisztán határától a Zaravsán folyó völgyében fekvő régészeti lelőhelyen 1976-tól egy hatalmas, 100 hektár kiterjedésű bronzkori földműves település maradványait tárták fel. Szarazmban már évezredekkel ezelőtt virágzó városi életforma fejlődött ki. Az itt lakók megélhetését földművelés, marhatenyésztés, ásványfeldolgozás és különböző kézműves munkák biztosították. A város a közép-ázsiai kultúr- és településtörténet, a városiasodás kezdetének egyik egyedülálló emléke. Az i. e. 3. évezredre Közép-Ázsia legfontosabb réz-, és ónfeldolgozó központjává fejlődött, messze nyúló kulturális és kereskedelmi kapcsolatokkal rendelkezett az Iráni-fennsíktól az Indus-völgyéig és az Indiai-óceánig. Ezt bizonyítja, hogy fémtárgyainak maradványai nagy hasonlóságot mutatnak távoli helyek leleteivel. Az ásatások során lakóépületek, templom, palota, kovácsberendezések, rézből, bronzból, aranyból készült tárgyak, (súlyok, kések tőrök, horgok és ékszerek) maradványai kerültek elő. Egy gazdag családok temetkezési helyéül szolgáló kripta a városiasodás korai szakaszára utal. A palota két csarnokában egy-egy központi oltárt állítottak fel, ahol kultikus szertartásokat végeztek. |                                      |

| | Tádzsik Nemzeti Park |
| 2013 |                      |
| Természeti (VII)(VIII) |                      |
| Védett terület: 2 611 674 ha, hivatkozás: 1252 |                      |
| A Tádzsik Nemzeti park egy több mint 2 500 000 hektáros terület az ország keleti részén az eurázsiai-hegységrendszer legmagasabb hegyeinek egyik találkozási pontjánál. Magába foglalja a Pamír-hegység jelentős részét és itt található a harmadik legmagasabban fekvő hegyi ökoszisztéma a Himalája és a Karakorum-hegység után. A park keleti része hat fennsíkból áll, míg a nyugati magas hegycsúcsokból, amelyek közül több 7000 méternél is magasabb. A védett területen szurdokok, több mint 400 tó, 170 folyó és 1085 gleccser található, köztük a sarkvidékeken kívüli leghosszabb gleccser, a Sarez-tó, ami alig száz éve keletkezett egy földrengés miatt földcsuszamlás után, valamint a Karakul-tó, ami feltehetően a világ legmagasabban fekvő meteorkráterben kialakult tava. A térség a gyakori földrengések miatt gyéren lakott és gyakorlatilag mentes a mezőgazdasági tevékenységtől. A hegyek közötti szélsőséges hőmérséklet ingadozás kihat a növény- és állatvilágra is. A nagy kiterjedésű növényzet nélküli területek dús vegetációval váltakoznak, ahol délnyugat-ázsiai és közép-ázsiai eredetű növények élnek. A parkban veszélyeztetett madár- és emlősfajok élnek, köztük a hópárduc, egy tulokféle a Marco Polo argali, és a hiúz. |                      |

| | A Tigrovaya Balka természetvédelmi terület ártéri erdői |
| 2023 |                                                         |
| Természeti (IX) |                                                         |
| Védett terület: 49 786 ha, puffer zóna: 17 672 ha, hivatkozás: 1685 |                                                         |
| A természetvédelmi terület az ország délnyugati részén Afganisztán határához közel, a Vahs és a Pandzs folyók között fekszik. Kiterjedt ártéri erdei mellett sivatagi és hegyi ökoszisztémák is megtalálhatók benne. A helyszín több, hordaléktalajjal borított sík ártéri területből és igen sajátos biodiverzitású folyami erdőkből áll. A növényzet meghatározó elemei a víz- és sótűrő fa- és cserjefajták. A rezervátum 24 100 hektáros erdeje Közép-Ázsia legnagyobb és legjobb állapotban megőrződött ilyen jellegű növénytársulása. Vadon élő állatai közé tartozik a baktriai szarvas, amelynek populációja meghaladja a háromszázat. Az erdők fennmaradását veszélyezteti a Vahs folyón üzemelő a vízszintet szabályozó nyolc gát. Ezek szabályozzák a folyó vízhozamát és csökkentik az áradások során a területre jutó vízmennyiséget amitől az erdők függnek. A kieső vízmennyiséget jelenleg másodlagos forrásból, öntözőrendszerekből származó vízzel pótolják. |                                                         |

| | A Selyemút a Zarafshon folyótól a Kara-kumig terjedő szakasza |
| Tádzsikisztán, Türkmenisztán és Üzbegisztán közös világörökségi helyszíne |                                                               |
| 2023 |                                                               |
| Kulturális (II)(III)(V) |                                                               |
| Védett terület: 669,679 ha, puffer zóna: 1 750,042 ha, hivatkozás: 1675 |                                                               |
| A Zarafshon-Karakum folyosó a közép-ázsiai selyemutak kulcsfontosságú szakasza, ami számos, más irányokba kiépült útvonalat is összeköt egymással. A zord hegyekben, termékeny folyóvölgyekben és lakhatatlan sivatagban található 866 kilométeres folyosó az elején egy kelet-nyugati irányú útvonal Zarafshon folyó mentén majd délnyugati irányban követi a Merv-oázisba vezető ősi karavánutakat a Kara-kum-sivatagban. Az i. e. 2. és az i. sz. 16. század között a Kelet és Nyugat közötti kereskedelem nagy részét a Selyemút mentén bonyolították, ahol hatalmas mennyiségű áru cserélt gazdát. Hosszú története alatt az útvonal mentén sokan utaztak, letelepedtek, hódítóként jelentek meg vagy idegen uralom alá kerültek, így az etnikumok, kultúrák, vallások, tudományok és technológiák olvasztótégelyévé vált. Ellenőrzése létfontosságú volt a helyi birodalmak és népek, köztük a szogdok, a pártusok, a szasszanidák a timuridák és a szeldzsukok számára. |                                                               |

## Elhelyezkedésük
| Szarazm Tádzsik Nemzeti Park Tigrovaya Balka Selyemút |

## Javasolt helyszínek
| Név                                                 | Kép | Típus      | Kritérium      | Év   | Hiv. |
| --------------------------------------------------- | --- | ---------- | -------------- | ---- | ---- |
| Khuttal régió                                       |     | kulturális | II, III, IV, V | 2023 |      |
| A Selyemút Fergana és a Szir-darja közötti szakasza |     | kulturális | II, III        | 2023 |      |
| A Selyemút tádzsikisztáni szakasza                  |     | kulturális | III, IV, V, VI | 2013 |      |
| Fann-hegység                                        |     | vegyes     | VI, X          | 2006 |      |
| Kuszavliszaj védett terület                         |     | természeti | VII, X         | 2006 |      |
| Daszti Dzsum állami rezervátum                      |     | természeti | VII, X         | 2006 |      |
| Zorkul állami rezervátum                            |     | természeti | VII, X         | 2006 |      |
| Kamza Khaszti Podszoh mauzóleuma                    |     | kulturális |                | 1999 |      |
| Takti-Szangin ókori város                           |     | kulturális | -              | 1999 |      |
| Baitudasht IV ókori város                           |     | kulturális | -              | 1999 |      |
| Maszkad Hodzsa mauzóleuma                           |     | kulturális | -              | 1999 |      |
| Adzsina-Tepa buddhista kolostora                    |     | kulturális | -              | 1999 |      |
| Hodzsa Naszron mauzóleuma                           |     | kulturális | -              | 1999 |      |
| Piandzsekent ókori város                            |     | kulturális | -              | 1999 |      |
| Mukhammad Bashoro mauzóleuma                        |     | kulturális | -              | 1999 |      |
| Shahristan (Kahkakha) ókori város                   |     | kulturális | -              | 1999 |      |